# Джанлука Віаллі
Джанлу́ка Віа́ллі (італ. Gianluca Vialli, 9 липня 1964, Кремона, Італія —  6 січня 2023, Лондон, Велика Британія) — італійський футболіст і тренер.
Помер на 59-му році життя після тривалої хвороби – раку підшлункової залози.

## Кар'єра гравця
Кар'єра Віаллі почалася в клубі «Кремонезе». Після того, як він забив 10 м'ячів у сезоні 1983/1984, його запросила «Сампдорія», з якою він виграв Серію A (1990/91), три Кубки Італії (1985, 1988, 1989) і Кубок володарів Кубків 1990. В фіналі Кубка кубків «Сампдорія» перемогла бельгійський «Андерлехт» з рахунком 2:0, обидва голи забив Віаллі.
Протягом виступів за «Сампдорію» Віаллі регулярно викликали до збірної Італії, в складі якої він взяв участь у ЧС-1986, ЧС-1990, де став володарем бронзової медалі, і ЧЄ-1988. Невдовзі після поразки в фіналі Ліги чемпіонів 1992 від «Барселони» Віаллі підписав рекордний за сумою трансферу контракт з «Ювентусом», сума трансферу склала 12,5 млн. фунтів стерлінгів.
В першому ж сезоні за «Ювентус» футболіст виграв Кубок УЄФА. Невдовзі, внаслідок розбіжностей у поглядах з тренером збірної Арріго Саккі, Віаллі не був запрошений до збірної на ЧС-1994 в США, і згодом, коли стало відомо, що в фіналі ЧС зіграють Італія і Бразилія, він заявив, що буде підтримувати Бразилію. Своє друге скудетто і Кубок Італії Віаллі завоював разом з «Юве» в сезоні 1994/95, відзначившись 16 голами за сезон. В 1996 Віаллі виграв у складі «Ювентуса» Лігу чемпіонів, після чого підписав довгостроковий контракт з клубом англійської Прем'єр-ліги «Челсі».
Його перехід був однією з важливих ініціатив тодішнього наставника «Челсі» Рууда Гулліта. Незабаром «Челсі» з Віаллі в складі виграв Кубок Англії; в фінальному поєдинку Віаллі відіграв лише п'ять хвилин, вийшовши на заміну в кінці зустрічі заради виграшу часу. Незважаючи на кілька вдалих ігор у сезоні 1997/98, Віаллі не зміг завоювати постійне місце в основі «Челсі».

## Кар'єра тренера
В 1998 році, після звільнення Гулліта, Віаллі запропонували очолити «Челсі», продовжуючи грати у його складі, і він погодився, ставши одним з найуспішніших спеціалістів за всю історію клубу. За його очільництва «сині» здобули перемоги в Кубку ліги, Кубку кубків і Кубку Англії. Також було здобуто перемогу в Суперкубку УЄФА завдяки єдиному голу уругвайця Густаво Пойєта у ворота мадридського «Реала».
У сезоні 1998/99 «сині» фінішували третіми в національному чемпіонаті, що стало найкращим показником з 1970 року.
У 2001 році Джанлука Віаллі покинув лондонський клуб, і разом з ним з різних причин пішли й інші лідери: Джанфранко Дзола, Дідьє Дешам, Дан Петреску. Епоха Віаллі поступилася місцем епосі Романа Абрамовича; новими лідерами клубу стали Джон Террі і Френк Лемпард.
Рік, проведений на посаді головного тренера «Вотфорда», не був для італійця успішним, внаслідок чого він звільнився по закінченні сезону. Згодом Віаллі працював коментатором на каналі «Sky Italia».

## Нагороди та досягнення

### Командні

#### «Сампдорія»
Серія А
- Переможець (1): 1990-91

Кубок Італії з футболу
- Переможець (3): 1984-85, 1987-88, 1988-89

Кубок володарів кубків УЄФА
- Переможець (1): 1989-90

#### «Ювентус»
Серія А
- Переможець (1): 1994-95

Кубок Італії з футболу
- Переможець (1): 1994-95

Суперкубок Італії з футболу
- Переможець (1): 1995

Ліга чемпіонів УЄФА
- Переможець (1): 1995-96

Кубок УЄФА
- Переможець (1): 1992-93

#### «Челсі»
Кубок Англії з футболу
- Переможець (2): 1996-97, 1999-2000

Кубок ліги
- Переможець (1): 1997-98

Кубок володарів кубків УЄФА
- Переможець (1): 1997-98

Суперкубок УЄФА
- Переможець (1): 1998

Суперкубок Англії з футболу
- Переможець (1): 2000

#### Збірна Італії
Чемпіонат світу з футболу
- Третє місце (1): 1990

## Статистика
Статистика клубних виступів:
| Сезон                | Команда              | Чемпіонат            | Чемпіонат | Чемпіонат | Кубки | Кубки | Кубки | Єврокубки | Єврокубки | Єврокубки | Усього | Усього |
| Сезон                | Команда              | Ліга                 | Ігри      | Голи      |       | Ігри  | Голи  |           | Ігри      | Голи      | Ігри   | Голи   |
| -------------------- | -------------------- | -------------------- | --------- | --------- | ----- | ----- | ----- | --------- | --------- | --------- | ------ | ------ |
| 1980-1981            | «Кремонезе»          | C1                   | 2         | 0         | —     | —     | —     | —         | —         | —         | 2      | 0      |
| 1981-1982            | «Кремонезе»          | B                    | 31        | 5         | КІ    | 1     | 0     | —         | —         | —         | 32     | 5      |
| 1982-1983            | «Кремонезе»          | B                    | 35        | 8         | КІ    | 2     | 0     | —         | —         | —         | 37     | 8      |
| 1983-1984            | «Кремонезе»          | B                    | 37        | 10        | КІ    | 5     | 2     | —         | —         | —         | 42     | 12     |
| Усього в «Кремонезе» | Усього в «Кремонезе» | Усього в «Кремонезе» | 105       | 23        |       | 8     | 2     |           | —         | —         | 113    | 25     |
| 1984-1985            | «Сампдорія»          | A                    | 28        | 3         | КІ    | 12    | 6     | —         | —         | —         | 40     | 9      |
| 1985-1986            | «Сампдорія»          | A                    | 28        | 6         | КІ    | 7     | 2     | КК        | 4         | 0         | 39     | 8      |
| 1986-1987            | «Сампдорія»          | A                    | 28        | 12        | КІ    | 4     | 4     | —         | —         | —         | 32     | 16     |
| 1987-1988            | «Сампдорія»          | A                    | 30        | 10        | КІ    | 13    | 3     | —         | —         | —         | 43     | 13     |
| 1988-1989            | «Сампдорія»          | A                    | 30        | 14        | КІ    | 14    | 13    | КК        | 7         | 5         | 52     | 33     |
| 1988-1989            | «Сампдорія»          | A                    | 30        | 14        | СК    | 1     | 1     | КК        | 7         | 5         | 52     | 33     |
| 1989-1990            | «Сампдорія»          | A                    | 22        | 10        | КІ    | 2     | 1     | КК        | 8         | 7         | 32     | 18     |
| 1990-1991            | «Сампдорія»          | A                    | 26        | 19        | КІ    | 6     | 3     | КК        | 3         | 1         | 35     | 23     |
| 1991-1992            | «Сампдорія»          | A                    | 31        | 11        | КІ    | 6     | 3     | КЧ        | 11        | 7         | 48     | 21     |
| Усього в «Сампдорії» | Усього в «Сампдорії» | Усього в «Сампдорії» | 223       | 85        |       | 65    | 36    |           | 33        | 20        | 321    | 141    |
| 1992-1993            | «Ювентус»            | A                    | 32        | 6         | КІ    | 7     | 2     | КУ        | 10        | 5         | 49     | 13     |
| 1993-1994            | «Ювентус»            | A                    | 10        | 4         | —     | —     | —     | КУ        | 2         | 0         | 12     | 4      |
| 1994-1995            | «Ювентус»            | A                    | 30        | 17        | КІ    | 7     | 3     | КУ        | 9         | 2         | 46     | 22     |
| 1995-1996            | «Ювентус»            | A                    | 30        | 11        | СК    | 1     | 1     | ЛЧ        | 7         | 2         | 38     | 14     |
| Усього в «Ювентусі»  | Усього в «Ювентусі»  | Усього в «Ювентусі»  | 102       | 38        |       | 15    | 6     |           | 28        | 9         | 145    | 53     |
| 1996-1997            | «Челсі»              | ПЛ                   | 28        | 9         | КА    | 1     | 2     | —         | —         | —         | 29     | 11     |
| 1997-1998            | «Челсі»              | ПЛ                   | 21        | 11        | КА    | 1     | 2     | КК        | 8         | 6         | 31     | 19     |
| 1997-1998            | «Челсі»              | ПЛ                   | 21        | 11        | СК    | 1     | 0     | КК        | 8         | 6         | 31     | 19     |
| 1998-1999            | «Челсі»              | ПЛ                   | 9         | 1         | КА    | 3     | 2     | КК        | 1         | 1         | 18     | 10     |
| 1998-1999            | «Челсі»              | ПЛ                   | 9         | 1         | КЛ    | 5     | 6     | КК        | 1         | 1         | 18     | 10     |
| Усього в «Челсі»     | Усього в «Челсі»     | Усього в «Челсі»     | 58        | 21        |       | 11    | 12    |           | 9         | 7         | 78     | 40     |
| Усього               | Усього               | Д-1                  | 383       | 144       |       | 96    | 54    |           | 70        | 36        | 657    | 259    |
| Усього               | Усього               | Д-2,3                | 105       | 23        |       | 96    | 54    |           | 70        | 36        | 657    | 259    |